# Arensnufis
Arensnufis (egipčansko ỉrỉ-ḥms-nfr, Irihemesnefer, "dober spremljevalec") je bil božanstvo Kraljestva Kuš v starodavni Nubiji, ki je bil prvič dokazan v templju Musawwarat el-Sufra iz 3. stoletja pr. n. št. Njegovo čaščenje se je v ptolemajskem obdobju (305 št. n. št.-30 n. št.) razširilo na tisti del Nubije, ki je bil pod egipčansko oblastjo. Njegova mitološka vloga ni znana. Upodabljali so ga kot leva ali kot človeka s perjanico in včasih s kopjem. Egipčani so ga vzporejali s svojima bogovoma Anhurjem in Šujem.